# نادي كاربي
نادي كاربي لكرة القدم 1909 (بالإيطالية: Carpi Football Club 1909 S.r.l.)‏، أو كما يعرف اختصاراً باسم نادي كاربي (بالإيطالية: Carpi Football Club.)‏ هو نادي كرة قدم إيطالي، تأسس في عام 1909، ويتمركز في مدينة كاربي التي يقطنها 67.837 ساكن في مقاطعة مودينا بإقليم إميليا رومانيا شمال إيطاليا. يلعب الفريق مبارياته الرسمية على ملعب ساندرو كاباسي الذي يتسع لحضور 4,144 متفرج.
تأسس النادي في 1909 تحت اسم نادي يوكونديتاس (باللاتينية: Jucunditas) و تعني (بالعربية: البهجة) من قبل مجموعة من الطلبة المحليين، و بعدها بسنوات تم إعادة تسميته من جديد تحت اسم إيه سي كاربي (بالإنجليزية: A.C. Carpi)‏. لكن في عام 2000 تم إنشاء فريق آخر في مدينة كاربي، و استطاع كلا الفريقين الوصول إلى السيريا دي (بالإيطالية: Carpi Football Club 1909 S.r.l.)‏ وهي درجة نصف محترفة من درجات كرة القدم في إيطاليا.
مر الفريق بضائقة مالية في نهاية موسم 2009-10، مما أدى إلى إجبار الفريق على المشاركة في الدرجة سيريا C2. في موسم 2010-11 استطاع الفريق التأهل للدرجة سيريا C1. و استمر الفريق بالتطور ليتأهل بعدها الدوري الإيطالي الدرجة الثانية. وفي موسم 2014-15، لعب الفريق أفضل موسم له في تاريخه، وذلك عندما حصد لقب الدوري الإيطالي الدرجة الثانية، على الرغم أن ميزانيته السنوية لم تتجاوز 100 ألف يورو، مع نصف مليون يورو كرواتب، صرفت على 8 لاعبين قدموا على سبيل الإعارة، منهم حارس مرمى إيه سي ميلان البرازيلي غابرييل، و روبيرتو إنجليسي مهاجم كييفو فيرونا مع أسماء شابة وذو خبرة تعاقد معها الفريق سيموني رومانيولي وماريو بولييزي وأنتونيو دي جاوديو وفيليبي بوركاري. و يشارك الفريق للمرة الأولى في تاريخه في الدوري الإيطالي الممتاز.
الزي الرسمي للنادي هو الأحمر والأبيض، و لهذا يطلق عليه لقب البيانكوروسي (بالإيطالية: I Biancorossi)‏. لعب للفريق العديد من اللاعبين أمثال سالفاتوري باغني وماركو ماتيراتزي وسيموني إنزاغي وسالفاتوري لانا.

## أسماء مشهورة

### لاعبين
- سالفاتوري باغني
- ماركو ماتيراتزي
- سيموني إنزاغي
- سالفاتوري لانا

### مدربين
- جياني دي بياسي
- لويجي دي كانيو

## وصلات خارجية
- الموقع الرسمي